# Застава Ильича
«Заста́ва Ильича́» — советский художественный фильм Марлена Хуциева, лирическая киноповесть о поколении, вступающем в самостоятельную жизнь в стране, резко изменившейся после XX съезда партии.
Работа над фильмом началась в 1959 году. Он вышел на экраны в 1965 году под названием «Мне два́дцать лет» и стал одним из символов «оттепели».
Премьера первоначального (авторского) варианта фильма состоялась только 29 января 1988 года в Доме кино. Единственная актёрская работа в кино Валентина Попова, исполнившего одну из главных ролей.

## Сюжет
Фильм начинается с символической сцены: по улице идут трое красногвардейцев времён революции. Время действия незаметно меняется, и вместо красногвардейского патруля зрители видят своих современников — молодых людей, а потом — уволенного в запас солдата. Это главный герой Сергей Журавлёв. Его отец погиб на фронте, и он живёт с матерью и сестрой в коммунальной квартире в районе Заставы Ильича. Фильм рассказывает о жизни Сергея и его друзей Николая Фокина и Славы Костикова.
Слава уже успел обзавестись женой и ребёнком, пока его друг был в армии, но по-прежнему всё свободное время он стремится проводить в компании друзей, иногда забывая о семье.
Николай — неунывающий оптимист и ловелас. Тем не менее когда на работе начальник пытается завербовать его в стукачи, Николай грубо обрывает его, а после, обсуждая это с друзьями, сокрушается, что «вот молодой человек — и уже сволочь».
Сергей находится в поисках не только жизненной цели, но и девушки, которая бы соответствовала его высокому идеалу.
На первомайской демонстрации он знакомится с Аней, дочерью обеспеченных родителей. Вместе они идут на поэтический вечер в Политехнический музей, где выступают самые известные поэты эпохи — Евгений Евтушенко, Андрей Вознесенский, Римма Казакова, Роберт Рождественский, Михаил Светлов, Белла Ахмадулина, Булат Окуджава. Борис Слуцкий читает стихи своих друзей Михаила Кульчицкого и Павла Когана, погибших на войне.
Сергей приходит к Ане на день рождения, но, чувствуя себя чужим в кругу «золотой молодёжи», уходит. После этого происходит необычная встреча Сергея с погибшим отцом. Сын просит его совета, но отец не может ничего посоветовать: он погиб в двадцать один год, а его сыну — уже двадцать три. Сергей оглядывается и видит, что в комнате спят боевые товарищи его отца.
Фильм заканчивается сценой смены часовых у мавзолея Ленина.

## В ролях
- Валентин Попов — Сергей Журавлёв, сотрудник ТЭЦ
- Николай Губенко — Николай Фокин, сотрудник НИИ
- Станислав Любшин — Слава Костиков, экскаваторщик
- Марианна Вертинская — Аня, девушка из «золотой молодёжи»
- Зинаида Зиновьева — Ольга Михайловна Журавлёва, мать Сергея и Веры
- Светлана Старикова — Вера Журавлёва, сестра Сергея
- Евгений Майоров[2][3][4] (в переснятом варианте Лев Прыгунов) — Александр Журавлёв, младший лейтенант, муж Ольги Михайловны, отец Сергея и Веры
- Татьяна Богданова — Люся Костикова, жена Славы[5]
- Людмила Селянская — Катя Ермакова, кондуктор трамвая, знакомая Николая Фокина
- Саша Блинов — Кузьмич, подросток, сосед семьи Журавлёвых по коммунальной квартире
- Лев Золотухин — отец Ани
- Пётр Щербаков — Пётр Евгеньевич Черноусов, начальник Николая Фокина, попытавшийся сделать из него стукача
- Геннадий Некрасов — Владимир Васильевич, коллега Николая Фокина
- Николай Захарченко — друг

### В эпизодах
- Андрей Тарковский — гость
- Дмитрий Федоровский — гость
- Андрей Кончаловский — Юра, гость, принёсший котелок с варёной картошкой
- Светлана Светличная — Светлана, гостья, манекенщица
- Ольга Гобзева — Вера, гостья
- Павел Финн — гость
- Наталья Рязанцева — гостья
- Галина Шабанова
- Андрей Ладынин — гость
- Андрей Майоров — посетитель выставки
- Лидия Расстригина — Наташа
- Владимир Пешкин
- Евгений Максимов
- Родион Нахапетов — красноармеец (в титрах — Р. Нахопятов и Р. Накопятов)
- Владимир Краснов

### Нет в титрах
- Тамара Совчи — Валя
- Олег Видов — прохожий с сигаретой
- Виталий Соломин — выпускник, бросающий бутылку в Москву-реку
- Геннадий Шпаликов — камео (на выставке в музее)
- Марлен Хуциев — камео (на вечере поэзии после чтения стихов Михаилом Светловым)
- Александр Митта — посетитель выставки в музее
- Лариса Буркова — Шура с подругой Тосей

## Создатели
- Авторы сценария — Марлен Хуциев, Геннадий Шпаликов
- Режиссёр-постановщик — Марлен Хуциев
- Оператор-постановщик — Маргарита Пилихина
- Художник — И. Захарова
- Режиссёр — П. Познанская
- Композитор — Николай Сидельников

## История создания. Цензура
Идея фильма возникла ещё на съёмках «Весны на Заречной улице», а работа над ним началась в 1959 году. Сначала Марлен Хуциев писал сценарий вместе с Феликсом Миронером, но потом пригласил студента сценарного факультета ВГИКа Геннадия Шпаликова, внёсшего в сценарий мироощущение молодого человека, «шестидесятника». Валентина Попова Хуциев заметил в народном театре ЗИЛ и хотел снять ещё в «Весне за Заречной улице». Николая Губенко он запомнил со студенческого экзамена, Станислава Любшина нашёл в театре «Современник». Сергей Герасимов посоветовал взять на роль Ани Марианну Вертинскую. Снимать фильм Хуциев хотел пригласить своего друга Петра Тодоровского, который был оператором на «Весне на Заречной улице», но тот отказался, так как сам занялся режиссурой. И тогда оператором фильма стала Маргарита Пилихина.
Первые съёмки прошли 1 мая 1961 года — на демонстрации.
Сцену поэтического вечера в Политехническом музее предложила снять министр культуры Екатерина Фурцева. На нём выступили молодые поэты Евгений Евтушенко, Андрей Вознесенский, Римма Казакова, Роберт Рождественский, Белла Ахмадулина и поэты старшего поколения — Борис Слуцкий, Михаил Светлов, Григорий Поженян. Булат Окуджава спел песню «Сентиментальный марш». Массовка собралась сама по объявлению. Съёмки в музее проходили в августе 1962 года и продолжались пять дней.
Чтобы придать сцене вечеринки золотой молодёжи ощущение документальности, Хуциев позвал на съёмки не актёров, а своих знакомых — режиссёров Андрея Тарковского и Андрона Кончаловского, сценаристов Павла Финна и Наталью Рязанцеву (в то время жену Геннадия Шпаликова).
Уже после просмотра материалов фильма в Госкино выразили опасения в том, что он «крайне фрагментарен и неопределён по смысловым акцентам». С. Герасимов и директор киностудии имени М. Горького Г. Бритиков попытались успокоить начальство: «материал всегда фрагментарен, а все смысловые акценты в нём появляются лишь после монтажа фильма». 30 декабря 1962 фильм был принят на киностудии. Михаил Ильич Ромм после просмотра вышел в коридор, долго курил, молчал, потом промолвил: «Марлен, вы оправдали свою жизнь…» (Хуциев считал эту короткую фразу Ромма самой высокой оценкой своего труда).
7 и 8 марта 1963 года в Кремле состоялась встреча руководителей партии и правительства с деятелями литературы и искусства. На этой встрече Н. С. Хрущёв выступил с критикой «Заставы Ильича»:

Даже наиболее положительные из персонажей фильма — трое рабочих парней — не являются олицетворением нашей замечательной молодёжи. Они показаны так, что не знают, как им жить и к чему стремиться. И это в наше время развёрнутого строительства коммунизма, освещённое идеями Программы Коммунистической партии!

Первого секретаря ЦК КПСС особенно разъярила финальная сцена разговора главного героя с погибшим на фронте отцом, в которой на вопрос Сергея о том, как ему жить, отец сам спрашивает, сколько тому лет и, услышав в ответ: «Двадцать три», — говорит: «А мне двадцать один. Ну, как я могу тебе советовать?»

И вы хотите, чтобы мы поверили в правдивость такого эпизода? Никто не поверит! Все знают, что даже животные не бросают своих детёнышей. Если щенка возьмут от собаки и бросят в воду, она сейчас же кинется его спасать, рискуя жизнью. Можно ли представить себе, чтобы отец не ответил на вопрос сына и не помог ему советом, как найти правильный путь в жизни?

(В 2010 году Хуциев отмечал, что «сейчас это выглядит как анекдот».)
12 марта 1963 года на заседании Первого творческого объединения киностудии имени Горького С. А. Герасимов и С. И. Ростоцкий выступили за то, чтобы М. Хуциев доработал фильм в соответствии с партийной критикой. После двух «обстоятельных» бесед с режиссёром секретарь ЦК КПСС Л. Ф. Ильичёв одобрил «намерение продолжить работу над картиной». М. Хуциев был вынужден внести в неё ряд поправок:

Поправок в фильме было много. Я уже устал что-то доказывать, переснимать. Ведь я не делал заплатки, а переснимал заново целые сцены.

Наиболее существенные изменения претерпели следующие эпизоды: вечер поэтов в Политехническом музее, разговор Сергея с отцом Ани и финальный разговор Сергея с погибшим на фронте отцом, который в новом варианте прощался с сыном такими словами: «Я тебе завещаю Родину, и моя совесть до конца чиста перед тобой».
30 апреля 1964 года фильм был принят Госкино и в 1965 году выпущен в прокат под названием «Мне двадцать лет». В тот год его посмотрели 8,8 миллиона зрителей.
Только в конце 1980-х годов, в перестроечное время, фильм был восстановлен. Из решения Комиссии по конфликтным творческим вопросам при Союзе кинематографистов СССР:

В связи с тем, что «Застава Ильича» бесспорно является ключевым произведением экрана начала 60-х годов, комиссия находит настоятельную необходимость провести работу по восстановлению авторской версии картины. Комиссия рекомендовала также провести юбилейный сеанс картины в связи с 25-летием со времени её завершения, показав именно авторскую версию. Включить эту версию в ретроспективы и архивные показы вместо фильма «Мне двадцать лет».

Первоначальная версия фильма под оригинальным названием «Застава Ильича» была показана в Доме кино 29 января 1988 года.

## Награды
- 1965 — Специальная премия жюри фильму (поделил с фильмом «Симеон-пустынник» Луиса Бунюэля); премия журнала «Чинема нуово»[итал.] исполнителю главной роли Валентину Попову на Венецианском кинофестивале
- 1965 — «Золотая пластина» на Римском кинофестивале

## Видео
Фирмы «Крупный план» и «Мастер Тэйп» в разное время выпустили фильм «Мне двадцать лет» на VHS и DVD.

## Критика
Как отмечает Галина Р. Иванкина, «„Застава…“ — отличное подспорье для тех, кто хочет узнать о шестидесятниках всё и сразу. Типично всё – от лиц до мнений. От вкусов до тканевых узоров девичьих платьиц. От радости до грусти».